# Geogarypus irrugatus
Espèce
Synonymes
- Garypus irrugatus Simon, 1899

Geogarypus irrugatus est une espèce de pseudoscorpions de la famille des Geogarypidae.

## Distribution
Cette espèce est endémique de Sumatra en Indonésie.

## Description
L'holotype mesure 2 mm.

## Systématique et taxinomie
Cette espèce a été décrite sous le protonyme Garypus irrugatus par Simon en 1899. Elle est placée dans le genre Geogarypus par Beier en 1932.

## Publication originale
- Simon, 1899 : Contribution à la faune de Sumatra. Arachnides recueillis par M. J.-L. Weyers, à Sumatra. Annales de la Société Entomologique de Belgique, vol. 43, p. 78-125 (texte intégral).